# 斯科特·肯尼迪 (足球員)
斯科特·菲茨傑拉德·肯尼迪（英語：Scott Fitzgerald Kennedy；/skɑt fɪt͡sˈd͡ʒɛɹəɫd ˈkʰɛnədi/；1997年3月31日—）是一名加拿大足球員，司職中後衛。

## 生平

### 俱樂部生涯
2015年，18歲的肯尼迪前往德國蓋斯特霍芬參加試訓，獲得青睞。不久後，肯尼迪和SBC特勞恩施泰因簽下合約，正式加盟。

### 國家隊生涯
2021年5月，肯尼迪第一次入選加拿大男足大名單，隨隊出征迎戰阿魯巴和蘇里南的世預賽。6月8日，肯尼迪在迎戰蘇里南的比賽中第一次為加拿大上陣。
2021年7月，肯尼迪入選加拿大男足出征2021年中北美金盃的大名單，但在九天後因健康原因退出，由弗蘭克·斯提靈接替。